# Club Sport La Libertad
Maillots
Le Club Sport La Libertad est un club costaricien de football fondé en 1905 situé à San José.

## Palmarès
- Championnat du Costa Rica (6) :
  - Champion : 1925, 1926, 1929, 1934, 1942, 1946.
  - Vice-champion : 1922, 1923, 1927, 1932, 1936, 1941, 1947.